# Mashonaland occidental
Le Mashonaland occidental est une province du Zimbabwe. Il occupe une superficie de 57,441 km² pour une population d'approximativement 1,56 million d'habitants en 2017. La capitale de la province est Chinhoyi.

## Subdivisions
Le Mashonaland occidental est divisé en six districts :
- District de Chegutu
- District d'Hurungwe
- District de Kadoma
- District de Kariba
- District de Makonde
- District de Zvimba